# Тимофіївське нафтогазоконденсатне родовище
Тимофіївське нафтогазоконденсатне родовище — належить до Талалаївсько-Рибальського нафтогазоносного району Східного нафтогазоносного регіону України.

## Опис
Розташоване в Полтавській області на відстані 15 км від м. Гадяч.
Знаходиться в півн. прибортовій зоні Дніпровсько-Донецької западини між Синівською мульдою та новотроїцьким виступом.
Підняття виявлене в 1968-70 рр.
Структура являє собою поховану під мезозойськими відкладами брахіантикліналь північно-західного простягання з розмірами по ізогіпсі — 4050 м 6,2х4,1 м, амплітуда близько 130 м; у відкладах середнього та верхнього карбону складка виположується. У 1973 р. з верхньовізейських відкладів через фільтр інт. 4073-4120 м та відкритим вибоєм інт. 4120-4137 м отримано фонтан газу дебітом 1,433 млн. м³/добу через діафрагму діаметром 22 мм.
Поклади пластові, склепінчасті, тектонічно екрановані або літологічно обмежені.
Експлуатується з 1978 р. Запаси початкові видобувні категорій А+В+С1 — 930 тис.т нафти; розчиненого газу — 253 млн. м³; конденсату — 5097 тис. т. Густина дегазованої нафти 841—862 кг/м³. Вміст сірки у нафті 0,12-0,21 мас.%.